# Municipio de Newburgh
El municipio de Newburgh (en inglés: Newburgh Township) es un municipio ubicado en el condado de Steele en el estado estadounidense de Dakota del Norte. En el año 2010 tenía una población de 90 habitantes y una densidad poblacional de 0,97 personas por km².

## Geografía
El municipio de Newburgh se encuentra ubicado en las coordenadas 47°37′43″N 97°32′12″O / 47.62861, -97.53667. Según la Oficina del Censo de los Estados Unidos, el municipio tiene una superficie total de 92.6 km², de la cual 92,6 km² corresponden a tierra firme y (0 %) 0 km² es agua.

## Demografía
Según el censo de 2010, había 90 personas residiendo en el municipio de Newburgh. La densidad de población era de 0,97 hab./km². De los 90 habitantes, el municipio de Newburgh estaba compuesto por el 98,89 % blancos, el 1,11 % eran afroamericanos. Del total de la población el 2,22 % eran hispanos o latinos de cualquier raza.